# Proeftijd (strafrecht)
Binnen het strafrecht wordt met proeftijd de periode aangegeven waarvoor geldt dat als daarin aan bepaalde voorwaarden wordt voldaan en geen strafbaar feit wordt gepleegd, een door de rechter opgelegde voorwaardelijke straf niet ten uitvoer wordt gelegd. Als de veroordeelde zich binnen die periode correct gedraagt komt de voorwaardelijke straf dus te vervallen.